# Алпамыша и Барсынхылу
Алпамыша и Барсынхылу (баш. «Алпамыша менән Барсынһылыу») — башкирский литературный памятник, башкирское эпическое сказание о богатырях.
Алпамыш и Барсынхылу («Алпамыша менән Барсынһылыу») относится к памятникам башкирской словесности стихотворно-прозаической формы. Произведение занимает среднее место между богатырской поэмой и сказкой.

## История
Произведение записано в конце XIX — начале XX века А. Г. Бессоновым в Оренбургской губернии.
Различные варианты эпоса под названиями «Алпамыша», «Алтыйәшәр Алпамыша» («Шестилетний Алпамыша») записаны позднее М. А. Бурангуловым, С. А. Галиным, К. Мэргэном, С. Ф. Миржановой, М. М. Сагитовым, С. Г. Сафуановым, Н. Д. Шункаровым и другими в Башкортостане, Оренбургской, Самарской, Саратовской, Челябинской областях СССР. Все варианты объединяет общий сюжет, связанный с описаниями подвигов Алпамыши и Барсынхылу.
Фрагменты эпоса исполняются в стиле хамаккюй.
Варианты мелодии записаны Н. Д. Шункаровым, нотированы К. Ю. Рахимовым.

## Сюжет
Эпос описывает рождение у Аляр-хана сына Алпамыша и у Буляр-хана дочери Барсынхылу, их детство и их предбрачное единоборство. Буляр-хан не захотел отдавать свою дочь за Алпамыша. Сама же девушка сказала, что выйдет замуж за того, кто победит её в борьбе. Многих богатырей, желающих жениться она поубивала.
Во всех вариантах схватка после семи дней и ночей борьбы оканчивается победой Алпамыша. Герой также успешно решает задачу защиты родины. Алпамыша объединяет под своей властью народ и восстанавливает в стране мир и справедливость.
Сюжет эпоса связанный с благополучным возвращением и победой героя в состязаниях женихов, традиционен для эпоса и других народов.
Общий прасюжет эпоса был создан в период разложения патриархально-родового строя, разложения родоплеменной системы, о чём свидетельствуют архаические матриархальные мотивы в тексте.
Языка произведения характеризуются содержанием исконно башкирской лексики и вплетениями заимствованных слов. Встречающиеся фразеологизмы, пословицы, поговорки красочно иллюстрирующие образность мысли народа.